# Чижиково (Роменский район)
Чижиково (укр. Чижикове) — село,
Гришинский сельский совет,
Роменский район,
Сумская область,
Украина.
Код КОАТУУ — 5924184709. Население по переписи 2001 года составляло 62 человека.

## Географическое положение
Село Чижиково находится на левом берегу реки Олава,
выше по течению на расстоянии в 2 км расположено село Матлахово,
ниже по течению на расстоянии в 1,5 км расположено село Гавриловка,
на противоположном берегу — село Королевщина.
По селу протекает пересыхающий ручей с запрудой.
Рядом проходит железная дорога, станция Матлахово в 2-х км.

## Происхождение названия
На территории Украины 2 населённых пункта с названием Чижиково.